# 約翰·路德維希 (拿騷-奧特韋勒)
約翰·路德維希（德語：Johann Ludwig，1625年5月23日—1690年2月9日），拿騷-奧特韋勒伯爵，威廉·路德維希之子，1659年至1690年在位。

## 家庭
1649年，約翰·路德維希與普法爾茨-比肯費爾德-比什維萊爾伯爵克里斯蒂安一世的女兒多蘿西亞·卡塔里娜結婚，兩人共有3子1女：
1. 腓特烈·路德維希（1651年—1728年）
2. 安娜·卡塔里娜（英语：Countess Anna Catherine of Nassau-Ottweiler）（1653年—1731年）
3. 沃爾拉德（1656年—1705年）
4. 路德維希（1661年—1699年）